# Dag Shang Kagyu
Le monastère de Dag Shang Kagyu est un monastère bouddhiste situé à Panillo, dans la province de Huesca, et la commune de Graus. En 1984, Kalou Rinpoché a fondé ce monastère qui en 1985 s'est consacré à l'étude et la pratique du bouddhisme tibétain. Dag Shang Kagyu s'inscrit dans l'école Karma Kagyu et le mouvement Rimé (non sectaire).

## Présentation
Dag Shang Kagyu se situe sur un vaste terrain, couvert de pins, dans les pré-Pyrénées d'Aragon, propice selon Kalou Rinpoché et Bokar Rinpoché à la méditation.
Un Temple dans le style tibétain, un stupa de 17 mètres de haut, et une Shedra (école) ont été construits, tandis qu'une auberge, ancienne battisse en pierre, a été restaurée.
Le centre qui comporte également des petites maisons pour des retraites de méditation est sous la responsabilité du Yangsi de Kalou Rinpoché.

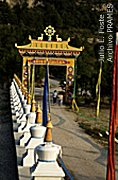
Porte d'entrée de Dag Shang Kagyü.

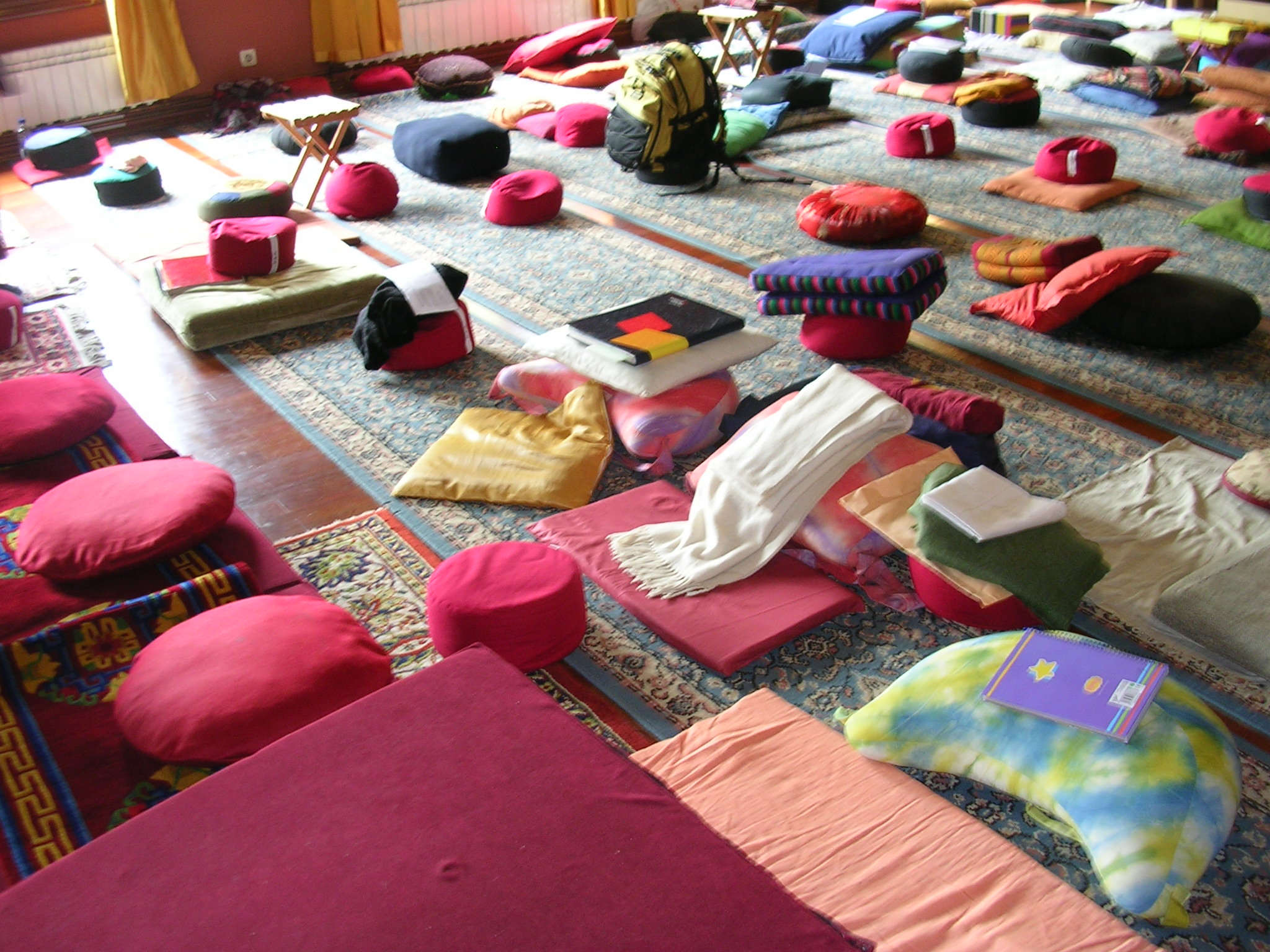
Shedra ou école traditionnelle.